# Campoletis cinctula
Campoletis cinctula là một loài tò vò trong họ Ichneumonidae.